# Apocalipsis 2
Apocalipsis 2 es el segundo capítulo del Libro del Apocalipsis o Apocalipsis de Juan en el Nuevo Testamento de la  Biblia Cristiana El libro se atribuye tradicionalmente a Juan el Apóstol, pero la identidad precisa del autor sigue siendo un punto de debate académico. Este capítulo contiene mensajes a las iglesias de Éfeso, Esmirna, Pérgamo y Tiatira, cuatro de las las siete Iglesias del Apocalipsis situadas en la actual Turquía, y los mensajes para las otras tres iglesias aparecen en capítulo 3.

## Texto
El texto original fue escrito en griego koiné. Este capítulo está dividido en 29 Versículos.

### Testigos textuales
Los primeros manuscritos que contienen el texto de este capítulo incluyen:.
- Papiro 98 (siglo II; existe el Versículo 1)
- Papiro 115 (c. 275; existen los versículos 1-3, 13-15, 27-29)
- Códice Sinaítico (330-360)
- Codex Alexandrinus (400-440)
- Codex Ephraemi Rescriptus (c. 450; completo)
- Papyrus 43 (siglos VI-VII; existen los Versículos 12-13)

El mapa de Anatolia Occidental] (antiguamente la provincia de Asia) que muestra la isla de Patmos y la ubicación de las siete iglesias mencionadas en el Libro del Apocalipsis

.